# Фуенте-ель-Ольмо-де-Фуентідуенья
Фуенте-ель-Ольмо-де-Фуентідуенья (ісп. Fuente el Olmo de Fuentidueña) — муніципалітет в Іспанії, у складі автономної спільноти Кастилія-і-Леон, у провінції Сеговія. Населення — 201 особа (2010).
Муніципалітет розташований на відстані близько 110 км на північ від Мадрида, 49 км на північ від Сеговії.

## Демографія
Динаміка населення (INE ):